# ユリアン (ストリートファイター)
ユリアン(Urien)は、カプコンの対戦型格闘ゲーム『ストリートファイターIII』シリーズなどに登場する架空の人物。

## キャラクター設定
『ストリートファイターIII』（以下『ストIII』と表記）シリーズのボスキャラクターであるギルの実弟。紀元前より世界を裏から支配しているという謎の秘密結社の副総統を務める。
組織は2200年の地球上に理想世界をつくりあげるべく活動しており、組織は24年に一度、血統や遺伝学的に調査された1024組の夫婦から生まれた子供を総統の候補として選ぶ。さらに、四柱推命、風水、占星術を含むその他様々なオカルトまでを総統の選考基準とした者たち数名を英才教育する。
ユリアンはギルとともに幼少の頃から総統候補として英才教育を受けてきたが、情緒不安定であり弟という理由から、兄であるギルが総統に選抜される。このことからユリアンは副総統の座に甘んじることになり、その屈辱からギルに激しい憎悪と殺意を抱くようになる。
短髪で碧眼、長身で筋骨隆々の偉丈夫であり、古代ギリシアの彫像の如き外見。平時は茶色の背広を着用した金髪の男だが、戦闘時は服を内側から筋肉で破り、さらに銀髪で色黒の肌へと変化する。また、ギルと同じくふんどしのような着衣のみを身に纏って戦いに臨む。『ストリートファイターV』（以下『ストV』と表記）ではデフォルトの衣装がブレザーとスラックスに変更されている。
人類の救済を目的とするギルとは対照的に、ユリアンは暴力をも辞さない人類全体の直接的な支配、あるいは地球全体の管理を目的とする。一人称は「余」であり、自らを「神」、「真の王」、「全知全能」、「絶対者」などと称し、ほかの人間は全て自分によって支配されるべき存在と位置付けている。その性格はきわめて傲慢で、己の利益のためならば躊躇せず人を手にかける。
『ストV』ではシーズン1の追加キャラクターとして登場する。本作では、シャドルー壊滅のために配下のヘレン（正体はギルの秘書・コーリン）に「ベガを倒す者」（ナッシュ）の蘇生をさせ、自身はS.I.N研究所廃墟で可能な限りの情報を収集、さらにはシャドルー幹部のマイク・バイソンから「チェインズ計画」のデータを買い取るためにと、自ら行動することが多い。計画のために、ナッシュの蘇生に必要な技術や素体、バイソンに支払う金は「いくらでもくれてやる」と支出に関しては問題がない振る舞いを見せる。
『ストV』はシーズンごとのテーマに沿ったキャラクターが追加されているが、ユリアンはそれとは別にディレクターの中山貴之が選ぶ「中山枠」として選出されている。
シャドルー壊滅に関しては、その先の計画（『3rd STRIKE』のストーリー）までの茶番程度にしか思っていない。
普段は英語を喋っているが、『2nd IMPACT』のみ、対戦前のポーズ、勝利ポーズ、勝利メッセージで日本語を口にしている。『3rd STRIKE』と『CAPCOM FIGHTING Jam』（以下『CFJ』）では対戦中は英語のみ話す。

### 他キャラクターとの関係
ギル
『2nd IMPACT』のエンディングで倒し、念願の総統の座を手に入れる。だが、総統の上にはさらに「天帝」なるものが存在することを知り、しかもその天帝もまたギルであるという事実が明らかになる。つまり、ユリアンはまたしても二番手という立場に立たされることになった。
『3rd STRIKE』では天帝の座からギルを蹴落とし真の支配者となるために再び立ち上がり、最終ステージのギル戦では双方ともに殺意を明確にして戦い、再びギルを倒す。ユリアンに組織を継承する意志はなく、『3rd STRIKE』のエンディングでは2000年にわたり蓄積され続けた「組織の頭脳」と呼ばれる施設を爆破、実兄にして宿敵であったギルを地球上から完全に抹殺し、その年をもって「AU（アフターユリアン）元年」と定めることを宣言する。
『ストV』のギルのストーリーでは、ギルが現世に現れたことを知り、殺害するため彼に戦いを挑むが敗北する。ギルはユリアンの抱える苦しみをも理解しており「私ひとりが予言を成就させれば、お前を縛る文書も、教義も、天帝もなくなる」、さらには「自由に生きるがいい」と言われるが、ユリアンはギルが自分の力に対して何の興味も持っていないことを知り「俺を見てくれ！」と慟哭する。
春麗
『3rd STRIKE』では彼女と戦うためだけに、その教え子（後の『ストV』にてリーフェンという名前だと判明する）を誘拐する。その際、本人は「かの組織を壊滅させた脚を試してみたくなった」とベガが率いていたシャドルーの存在を口にする。
トゥエルヴ
『3rd STRIKE』より登場した人造生命体で、開発の際に用いられた人体再構成理論はユリアンによるもの。『CFJ』のエンディングでも量産化して組織を編制している。
イレヴン
身長は170cm（可変）。体重は60kg（可変）。それ以外はすべて不明。
『ストV』にてドクター呉により造られたトゥエルヴの試作品となる人造生命体。全身が白い肉体を持ち、後頭部は2つに尖っている。相手の姿に変身する能力を持つが、性能（特に耐久性）が不完全なため、強化改良される。また、ヘレンからユリアンにナッシュの蘇生に急がすために、彼の新たな肉体の一部として素体の提供を志願していた。
ヘレン / コーリン
身長は168cm。体重は65kg。生日は2月14日。血液型はAB型。好きな物は読書と蝶 。嫌いな物は軍人とギル様以外全て。
『ストV』にてギルの秘書・コーリンは「ヘレン」としてユリアンの元に送り込まれる。
『ストV』では部下である彼女を使ってナッシュのケア担当と、シャドルーを壊滅させるべく「手駒」を集めさせる（ロシアの古い闘技場を拠点としてナッシュを始め、ラシード、ジュリ、後に加わるキャミィとで、かりんや春麗らとは別ルートでシャドルーのチェインズ計画を妨害する作戦を進めている）。
笑顔で友好的に接するが、少しでも自分の思い通りに行かなくなると舌打ちをしたり無表情になったり怒鳴りつけたりするなど情緒不安定気味。ナッシュに協力を拒否され異論を唱えられた際は本性をさらけ出し、激昂しつつ相手を罵倒している。最終的にはナッシュに（後にラシードも）離反されたことで計画が水の泡となり、ユリアンに「飼い犬に手をかまれた無能」と酷評されてしまう。あまり信頼されていないが、内心ではユリアンをも嫌っており背後から睨み付けている。
ドクター呉（ドクター・ウー）
身長は152cm。体重は67kg。生日は2月26日。血液型はB型。好きな物は実験と研究。嫌いな物は暴力。
『3rd STRIKE』にて初登場したユリアンの側近的存在。トゥエルヴを作り、ネクロの改造手術を行った中国出身の科学者。『ストV』の公式サイト「シャドルー格闘家研究所」の「キャラ図鑑」にて素性が判明した。
元は高名な科学者だったが、ギルの秘密結社に誘拐されて様々な生物兵器を作らされている。誘拐された身だが自分の知恵を存分に振って多くの実験をすることができ、より強い生命体を作れることを楽しんでいる。IQは1300を超えると自称している。『CFJ』のユリアンのエンディングにも登場して、トゥエルヴを量産化している。
『ストV』では最強の兵士を作り出すためにトゥエルヴの原型となるイレヴンを開発する。ユリアンの命令により戦闘実験を行い、相手をコピーする能力は完璧だが耐久力が未だ不完全なためイレヴンの改良と強化を急ぐことになる。
マイク・バイソン
『ストV』でユリアンの交渉人となったシャドルー四天王。ユリアンは彼からシャドルー四天王のF.A.N.Gが提案した「チェインズ計画」のデータを買い取っている。

## ゲーム上の特徴
『2nd IMPACT』および『3rd STRIKE』における基本技や必殺技のモーションはギルのものとほぼ同じだが、性能はギルよりも若干抑えられており、必殺技のコマンドも大部分がタメコマンドであるため、とっさに技を出すことができない場合が多い。高威力な技を用いた戦法、連続技が非常に強力。通常投げの間合いは広く、威力も高い。体力と耐久力も全キャラクターでトップクラス。すばやく長いダッシュと、リーチと判定に優れる技を多く持つ。
反面体が大きい分、食らい判定も大きく、スーパーアーツ（以下「SA」と表記）以外の無敵技を持たないために守勢に立つと脆く、接近戦も苦手。
『ストV』ではVスキルとVリバーサルとクリティカルアーツが追加された以外は性能の変更点が最も少ないキャラクター。EX必殺技やクリティカルアーツなどは電撃の能力が目立つ。
また、『ストV』では日本国外において裸はウケが良くないということでデフォルトでは服を着ているが、キャラクター選択後に隠しコマンドを入力することで対戦開始デモで『ストIII』シリーズのふんどしのような着衣になる。ディレクターの中山は、「色々圧力があってスーツを着せることになり、スーツの上からも筋肉が感じられてまるで裸のように見えるのを狙ったが、我慢できずに隠しコマンドで裸になるようにした」と語っている。

## 技の解説

### 通常技
技名は『ストIII』シリーズでのもので、立ち状態の遠近およびジャンプ状態の垂斜の区別はない。
| 操作     | 立ち         | しゃがみ             | ジャンプ         |
| -------- | ------------ | -------------------- | ---------------- |
| 弱パンチ | ジャブ       | クラウチングスナップ | エルボー         |
| 中パンチ | ストレート   | トーピードエルボー   | エリアルパンチ   |
| 強パンチ | チョップ     | エルボーアッパー     | エリアルチョップ |
| 弱キック | ローキック   | クラウチングキック   | フライングニー   |
| 中キック | ミドルキック | アンクルブレイク     | ジャンプキック   |
| 強キック | サイズキック | グラウンドスイープ   | ラウンドキック   |

### Vシステム
アンガースナップフィスト
Vリバーサル。ラリアットのように大振りのパンチで反撃する。
サンクションキック
Vシフトブレイク。

#### Vスキル
メタリックオーラ [I]
紫色のオーラを発して体の色を濃くさせる。発動後は一度だけ「メタリックスフィア」以外の必殺技にアーマー効果が付与される。
インディグナントサンダー [II]
次に出す「メタリックスフィア」を一度だけ強化する。「メタリックスフィア」を撃つまで効果が持続する。

#### Vトリガー
エイジスリフレクター [I]
雷で薄い鏡のような障壁を作り出し、空中に停滞させる。元は『ストIII』シリーズのスーパーアーツ。『ストIII』シリーズ同様、2枚まで同時に発動できる。
タイラントプレッシャー [II]
全身に電撃を纏い「タイラントブレイズ」が発動可能になる。
タイラントブレイズ
構えを取って力を溜め「チャリオットタックル」を2-4連続で繰り出す。構え中は攻撃を1回のみは受け流すことが可能で、最大まで溜めた場合は相手のガードを崩すことができる。最後のタックルで相手は吹き飛ぶため、追撃が可能。「メタリックオーラ」発動中は相手の攻撃に2回まで耐えられる。

### 投げ技
ギルの持つ技と名称は違うものの、性質はほぼ同じ。
スパルタンボム
パイルドライバーのような技。『2nd』では投げる方向の指定ができなかったが、『3rd』以降はできるようになった。
『ストV』では前方後方どちらでもこの技になる。
デストロイクロー
相手を片手で持ち上げ、後頭部を掴み連続で握る。

### 特殊技
モールパンチ
身を乗り出すような姿勢で斜め上方向へ拳を出し振り下ろす技。『2nd』のみの技。
クォーラルパンチ
身を乗り出すような姿勢で斜め上方向へ拳を出す技。『3rd』のみで上記の「モールパンチ」とは逆の拳で攻撃する。
ステップキック（『2nd』） / クォーラルキック（『3rd』、『ストV』）
前へ踏み込みつつ蹴りを放つ。『2nd』と『3rd』ではモーションは同一で技名が違う。
テリブルスマッシュ
斜め下にストレートを打ち込む。しゃがみガード不能技。いわゆる中段技。

### ターゲットコンボ
キラーストレート（立ち弱パンチ→立ち中パンチ）
ジャブ→ストレートの2段攻撃。全ての登場作品で使用可能。
ブレイクラッシュ（クォーラルパンチ→立ち強パンチ / テリブルスマッシュ）
前方へ踏み込みつつの拳打から立ち強パンチで出る打ち下ろし攻撃（『ストV』ではテリブルスマッシュ）につなげる2段攻撃。『3rd』と『ストV』で使用可能。

### 必殺技
メタリックスフィア
前方に片腕を突き出して構えを取った後、拳から球状の雷撃を発射する。ボタンの強弱で弾を撃つ方向が変化するほか、ボタンを押し続けることで発射のタイミングを遅らせることができる。隙は大きく発生も遅いが空中ヒット後は追撃が可能となる。EX版は『2nd』では気弾を2発同時に撃つものだが、『3rd』以降は気弾は1発になって2ヒットする技となっている。
『ストV』では弱と中が前方に、強が斜め上に雷撃を発射する。通常版・EX版共に溜めが可能で溜めると弾速と威力が変化する。Vスキル[II]の「インディグナントサンダー」発動後は弾の形状が「ユピテルサンダー」のようになり、威力と攻撃判定が強化される。
バイオレンスニードロップ
上空へ飛び上がり空中で一回転した後、両膝を突き出しながら急降下する。ガードされるとスキが大きいが、ガード不能連係で活躍する。『2nd』では地上の相手にヒットしてもダウンはしないが、『3rd』ではダウンを奪える。
『3rd』のEX版はギルの「ムーンサルトニードロップ」を大幅に速度アップした性能に近く、ヒット、ガード、ブロッキング問わず後ろに跳ね返る。『ストV』のEX版は、レバーで軌道の調整が可能。
デンジャラスヘッドバット
体をそらして前方に跳躍した後、頭突きを繰り出す。瞬時に下半身の食らい判定と投げられ判定が消失する。ダメージ、スタン値ともに高く、隙はほぼ皆無。EX版はスタン値、ダメージともに大幅に上がり、食らって浮いた相手に追撃が可能になる。
『ストV』でのEX版はヒット時に電気を伴う。
チャリオットタックル
身を後ろに大きくそらし、前方へ高速で突進するショルダータックル。EX版は二段技になり、発生、判定、ダメージともに高性能だが隙は大きい。
『ストV』のEX版では「タイラントパニッシュ」のように、タックルの後にラリアットを繰り出す。

### スーパーアーツ/クリティカルアーツ
SA1 タイラントパニッシュ
- ストック数 [2nd・3rd-2] ゲージの長さ [2nd・3rd-104]（単位：ドット）

身を後ろに大きくそらしてから、「チャリオットタックル」を4発、最後に強烈なラリアットを見舞う突進技。発生も速く、ダメージも高いが技後の隙は非常に大きい。
タイラント（Tyrant）とは「暴君、専制君主」、パニッシュ（Punish）は「処罰、罰する」を指す英語。
SA2 ユピテルサンダー
- ストック数 [2nd・3rd-2] ゲージの長さ [2nd-88/3rd-80]（単位：ドット）

「メタリックスフィア」を巨大化させたものを前方正面に放つ飛び道具。発動直後は楕円体状で最も大きく、徐々に小さくなりながら速度を上げて前方へ進んでいく。ダメージが低い代わりに、スタン値が高い。
『CAPCOM FIGHTING Jam』では性能が大幅に強化された。なお英語版での名称は「Temporal Thunder」。
ユピテル（Jupiter）とは、ローマ神話における主神であり、雷撃を司る。
SA3 エイジスリフレクター
- ストック数 [2nd・3rd-2] ゲージの長さ [2nd-80/3rd-88]（単位：ドット）

雷で薄い鏡のような障壁を作り出し、空中に停滞させる。障壁は攻撃判定と飛び道具反射能力を持ち、一定時間の経過か、何かに規定回数接触した時点で消失する。ボタンの強弱で設置位置の調整が可能となり、同時押しで上方に設置できる（同時押しは60分の1秒というヒューゴーの「ギガスブリーカー」と並び、このゲーム最速の発生スピード）。
設定では、組織に伝わる66の奥義の1つとされている。
アーケードにおける旧基板では1P側の「エイジスリフレクター」は紫色で2P側は青色と差別化されていたが、新基板および移植版では紫色に統一されている。
「エイジス」とは、ギリシア神話の主神ゼウスが、その娘であるアテーナーに与えた防具の名である。
CA ドミナントクラッシュ
「メタリックスフィア」を頭上で溜め地面に打ち付け、黒と紫色の混ざった雷の柱を立てる。見た目よりも横方向にもリーチがあり、発生も速いため、必殺技をキャンセルして発動しやすい。
ドミナント（dominant）は「支配的な」「優勢な」「優位に立つ」という意味を持つ。

## 「ガード不能」エイジスリフレクター
『3rd STRIKE』の旧基板において、「エイジスリフレクター」の設置時からみて逆方向から、相手キャラクターを「エイジスリフレクター」とユリアン本体で挟撃する位置関係を取ると、ガード不能になる現象が存在する。連続技の威力がもともと高い分、あらゆる状況からSAゲージを回収しつつ、相手をそのまま即死に追いやることも可能であった。新基板ではこの現象を修正されている。

## 担当声優
- うえだゆうじ（『2nd IMPACT』）
- ローレンス・ベイン(Lawrence Bayne)（『3rd STRIKE』、『CAPCOM FIGHTING Jam』）
- 加藤将之（『ストリートファイターV』）
- ビル・ロジャース（『ストリートファイターV』英語ボイス）

## 登場作品
- ストリートファイターIIIシリーズ
  - ストリートファイターIII 2nd IMPACT
  - ストリートファイターIII 3rd STRIKE
- ストリートファイターV[12]
- CAPCOM FIGHTING Jam
- SNK VS. CAPCOM 激突カードファイターズシリーズ
  - 2作目以降のプレイヤーキャラクターカードとして登場している。
- Street Fighter X Mega Man